# That Ole Devil Called Love
That Ole Devil Called Love è un brano musicale jazz composto da Allan Roberts, Doris Fisher nel 1944, la prima versione è quella di Billie Holiday che la incise lo stesso anno ma fu pubblicata l'anno successivo, come Lato B del 78 giri Lover Man (Oh, Where Can You Be?)/That Ole Devil Called Love per la Decca.

## Versioni
- Ella Fitzgerald
- Diana Krall
- Diane Schuur
- Allison Moyet
- Tony Bennett